# Léon Gloden
Léon Gloden, né le 9 décembre 1972 à Ettelbruck (Luxembourg), est un avocat et homme politique luxembourgeois, membre du Parti populaire chrétien-social (CSV).

## Biographie
Né le 9 décembre 1972 à Ettelbruck, Léon Gloden est avocat à la Cour au sein de l’étude Elvinger, Hoss & Prussen (lb), dont il devient associé en 2007.

### Politique communale
Au niveau local, Léon Gloden est conseiller communal de la ville de Grevenmacher de 2000 à 2023, et en devient bourgmestre le 7 novembre 2011 à la suite des élections communales, succédant ainsi à Roby Stahl. Confirmé dans ses fonctions de bourgmestre à la suite des élections communales de 2017, la coalition centriste entre le Parti populaire chrétien-social (CSV) et le parti Les Verts (déi Gréng) est reconduite.

### Politique nationale
À la suite des élections législatives du 7 juin 2009, Léon Gloden fait son entrée à la Chambre des députés pour la circonscription Est, où il représente le Parti populaire chrétien-social (CSV). Réélu aux élections législatives de 2013 et 2018, il fait notamment partie de plusieurs commissions parlementaires, dont la commission juridique, dont il est vice-président et la commission des Institutions et de la Révision constitutionnelle. Il est également co-rapporteur pour la nouvelle Constitution.
Le 17 novembre 2023, à la suite des élections législatives, Léon Gloden entre au gouvernement Luc Frieden en tant que Ministre des Affaires intérieures. 
En décembre 2023, il annule la décision de sa prédécésseure, Taina Bofferding, qui avait refusé d'approuver un réglement controversé du conseil échevinal de la ville de Luxembourg visant à interdire la mendicité dans la capitale. La décision de Léon Gloden est vivement critiquée par le LSAP et les Verts, qui l'estiment "sans coeur". Fin décembre 2023, la maison du ministre est la cible de graffitis portant l'inscription «Nee zum Heescheverbuet» (Non à l’interdiction de la mendicité). Léon Gloden accuse alors le chanteur Serge Tonnar, qui avait publié sur Facebook un poème invitant le ministre à se mettre à la place d'un sans-abri, accompagné d'un photomontage réalisé par une intelligence artificielle le montrant assis dans la rue en train de mendier, d'être indirectement responsable de l'incident.